# مكتبة ساحة الأعشاب
مكتبة ساحة الأعشاب (La librairie de la place aux Herbes) هي رواية للكاتب والصحفي الفرنسي إريك دو كيرميل، نُشرت عام 2017 عن دار Éditions Eyrolles.  وترجمها للعربية مصطفى الورياغلي سنة 2019، وصدرت عن المركز الثقافي العربي في 236 صفحة.
عاش الكاتب شبابه بين المغرب وأميركا الجنوبية، قبل أن يعود ويستقرّ في الريف الفرنسي, إريك دو كيرميل صحافي وناشر مجلاتٍ عن الطبيعة. ولم يكن يتوقع عند إصدار الرواية أن تتحول جزئيًا إلى واقع؛ إذ شارك لاحقًا كمساهم في شراء مكتبة "Place aux Herbes" الحقيقية، التي تأسست عام 1987 في مدينة أوزيس (Uzès) بجنوب فرنسا.

## نبذة
تتناول الرواية قصة الزوجين ناتالي وناثان، اللذين يقرران الانتقال من باريس المرهقة إلى الريف الفرنسي في منطقة غارد. وبينما يواصل ناثان عمله كمهندس معماري، تبحث ناتالي، وهي أستاذة أدب سابقة، عن مشروع جديد، فتجد فرصة لشراء المكتبة المحلية في ساحة الأعشاب. سرعان ما تدرك أن عمل بائعة الكتب ليس مجرد تجارة، بل هو مشاركة للشغف بالقراءة وبناء علاقات إنسانية مع الزبائن. تتكون الرواية من عشرة فصول، كل منها يروي قصة شخصية مختلفة من رواد المكتبة، مثل كلوي وجاك وفيليب وليلى وباستيان. تمثل هذه القصص مزيجًا من السرد الأدبي والحوارات الفلسفية حول الحياة، الخسارة، الحب، الصداقة، الروحانية، الأبوة، والزواج، إلى جانب الاحتفاء بفكرة "التداوي بالكتب" وبالروابط التي تصنعها القراءة بين الغرباء. يتميّز العمل بكثرة الإحالات الأدبية، إذ يورد المؤلف قائمة بالكتب المذكورة في النهاية (احتفظ المترجم العربي بها بالفرنسية دون ترجمة). كما يظهر فيه شغف الكاتب بالكتب وبالطبيعة على حد سواء.

## الفصول
- ناتالي – أو كيف غيّرت حياتي
- كلوي – في اندفاعة من الحرية
- جاك – تأملات المتجوّل الوحيد
- فيليب – المسافر الذي لا يعرف الكلل
- ليلى – في اكتشاف الكلمات واكتشاف الذات
- باستيان – الرسول الصامت
- طارق – إخوة الكتب
- الأخت فيرونيكا – سعادة بسيطة
- آرثر – «كن ما أنت!»
- سولانج – عن أهمية زراعة حديقتك السرية
- على رفوف مكتبة ساحة الأعشاب

## الاستقبال
يرى بعض النقاد أن الرواية تتبنى رؤية مثالية للعالم، حيث الطقس مشمس دائمًا والمشكلات التي يواجهها الزبائن سطحية نسبيًا، أقرب إلى قضايا الطبقة الميسورة منها إلى أزمات وجودية عميقة. شُبّهت الرواية بعمل أمريكي بعنوان The Lending Library (مكتبة الاستعارة)، مع اعتبار نص كيرميل أكثر جودة وأقل سطحية. إلا أن الآراء النقدية انقسمت: فبينما وجدها بعض القراء المتمرسين خفيفة وخالية من جديد إبداعي، رأى آخرون أنها قراءة صيفية ممتعة تحتفي بالكتب والتفاؤل. ن الجدير بالذكر أن الرواية تُرجمت إلى العربية قبل أن تُترجم إلى الإنجليزية، وحظيت بترحيب وحماسة ملحوظة لدى القراء العرب.